# 新月長鱸
新月長鱸，為輻鰭魚綱鱸形目鱸亞目鮨科的其中一種，分布於中東太平洋的馬克薩斯群島至社會群島海域，棲息深度100-350公尺，體長可達14.3公分，為底棲性魚類，屬肉食性，生活習性不明。

## 擴展閱讀
維基物種上的相關：新月長鱸